# Curious (Miss Mondayの曲)
「Curious」（キュリオス）はMiss Mondayのシングル。2003年4月9日発売。2ndアルバム「NATURAL」収録。

## 概要
2nd Albumの先行シングル。日常の中で好奇心を失わず生きていこうというメッセージソング。カップリングにはレゲエビートにアレンジされたリミックスが収録されている。

## 収録曲
1. Curious
2. Curious Soopasta remix

## 収録アルバム
- オリジナル『NATURAL』(2003年4月23日)